# Petr Benčík
Petr Benčík (* 29. ledna 1976 Česká Lípa), přezdívaný Bejk, je bývalý profesionální silniční cyklista. Českou republiku reprezentoval mimo jiné na Letních olympijských hrách v Pekingu roce 2008. Ve své kariéře také získal třikrát titul Mistra republiky v závodě mužů.
Benčík začal závodit mezi profesionály v roce 2000 v týmu Wüstenrot–ZVVZ. V průběhu své aktivní závodní činnosti dokázal zvítězit v mnoha Českých i mezinárodních silničních závodech. Mezi jeho největší úspěchy patří vynikající výkon na Memoriálu Henryka Lasaka v Polsku v roce 2006, kde zvítězil.
Jako jezdec České profesionální stáje PSK Whirlpool–Author, se dokázal ve svých 32 letech nominovat do silničního závodu mužů na Letních olympijských hrách v Pekingu 2008. Vyčerpávající závod, který vzdalo více než 100 jezdců, dokončil na 75. místě v čase 6:39:42. Benčíkův oficiální výsledek byl později pozměněn na 74. místo poté, co byl stříbrný medailista Davide Rebellin pozitivně testován na kontinuální aktivátor receptoru pro erytropoézu (látka stimulující krvetvorbu) a jeho medaile mu byla odebrána.
Po ukončení aktivní kariéry v únoru 2012 vede v Praze cykloobchod s italskými koly Colnago a švýcarským cyklooblečením Assos.
Petr je také jedním ze stálých expertů České televize na silniční cyklistiku.

## Úspěchy[5]

### 1996
- 3. na Mistrovství České republiky v silničním závodu mužů

### 1998
- Celkový vítěz Olympik Trnava, Slovensko
  - vítěz 1. etapy

### 2000
- 3. v prologu Tour de Beauce, Quebec (CAN)
- 2. v 10. etapě Herald Sun Tour, Apollo Bay, Victoria (AUS)
- 2. v 11. etapě Herald Sun Tour, Geelong, Victoria (AUS)

### 2003
- 3. ve 3. etapě Tour de Beauce, Quebec (CAN)

### 2004
- 2. na Mistrovství České republiky v silničním závodu mužů, Brno
- 2. na Memoriału Henryka Łasaka, Polsko

### 2006
- Vítěz Memoriału Henryka Łasaka, Polsko

### 2007
- 3. celkově na Tour du Loir-et-Cher 'Edmond-Provost', Vendôme (FRA)
- 3. na Mistrovství České republiky v silničním závodu mužů
- 3. v závodě Friedens und Freundschaftstour, Rakousko
  - vítěz 1. etapy do Bad Leonfeldenu

### 2008
- Mistr České republiky v silničním závodu mužů
- 74. v silničním závodě mužů Olympijských hrách, Peking (CHN)

### 2010
- Mistr České republiky v silničním závodu mužů
- 8. celkově Okolo Horního Rakouska

### 2011
- Mistr České republiky v silničním závodu mužů
- Celkový vítěz Okolo Horního Rakouska
  - vítěz 1. etapy do Traunu
- 9. celkově na Czech Tour
- 8. na Coupe des Carpathes, Polsko